# Walter M. Straten
Walter Maria Straten (* 1958 in Krefeld) ist ein deutscher Sportjournalist.

## Werdegang
Straten erhielt seine journalistische Ausbildung bei der Neuen Ruhr Zeitung in Essen. 1979 wechselte er zur Zeitung Bild. Dort stieg er zum stellvertretenden Sportchef auf, im März 2011 wurde Straten Sportchef von Bild und Bild am Sonntag. Im September 2017 trat er die Stelle des Redaktionsleiters der Fußball Bild an und wurde des Weiteren einer von drei stellvertretenden Chefredakteuren Sport der unterschiedlichen Bild-Marken (Bild, Bild am Sonntag, B.Z., Sport Bild und Fußball Bild). Die Zeitschrift Fußball Bild wurde Ende 2018 eingestellt.
Beim Fernsehsender Bild, der im August 2021 seinen Betrieb aufnahm, wurde Straten Moderator und war gemeinsam mit Alfred Draxler Gastgeber der Erstausstrahlung der Sportsendung Die Lage der Liga. Beim selben Sender trat Straten ab Februar 2020 an der Seite von Marcel Reif als einer der Moderatoren der Fußballsendung Reif ist Live auf.